# Grand Prix-wegrace van Oostenrijk 1974
De Grand Prix-wegrace van Oostenrijk 1974 was derde race van wereldkampioenschap wegrace in het seizoen 1974. De race werd verreden op 5 mei 1974 op de Salzburgring nabij Salzburg. 

## 500 cc
In de regenrace in Oostenrijk reden Gianfranco Bonera en Giacomo Agostini het hele veld op een ronde. Agostini had net daarvoor al 33 ronden door de stromende regen gereden in de 350 cc klasse. Uiteindelijk won Agostini zijn eerste 500 cc race voor Yamaha, terwijl Bonera tweede werd en Barry Sheene met de nieuwe Suzuki RG 500 op een ronde derde.

### Uitslag
| Pos. | Coureur             | Merk            | Tijd            | Punten |
| ---- | ------------------- | --------------- | --------------- | ------ |
| 1    | Giacomo Agostini    | Yamaha          | 53' 23" 87      | 15     |
| 2    | Gianfranco Bonera   | MV Agusta       | +0" 27          | 12     |
| 3    | Barry Sheene        | Suzuki          | +1 ronde        | 10     |
| 4    | Jack Findlay        | Suzuki          | +1 ronde        | 8      |
| 5    | Dieter Braun        | Yamaha          | +1 ronde        | 6      |
| 6    | Karl Auer           | Yamaha          | +1 ronde        | 5      |
| 7    | Billie Nelson       | Yamaha          | +1 ronde        | 4      |
| 8    | John Williams       | Yamaha          | +1 ronde        | 3      |
| 9    | Paul Eickelberg     | König           | +2 ronden       | 2      |
| 10   | Jean-Paul Boinet    | Yamaha          | +2 ronden       | 1      |
| 11   | Tom Herron          | Yamaha          | +3 ronden       |        |
| 12   | Helmut Kassner      | Yamaha          | +3 ronden       |        |
| 13   | Olivier Chevallier  | Yamaha          | +3 ronden       |        |
| 14   | Iwan Panizzi        | Yamaha          | +3 ronden       |        |
| 15   | Bosse Granath       | Husqvarna       | +4 ronden       |        |
| 16   | Hans Braumandl      | Yamaha          | +5 ronden       |        |
| DNF  | Phil Read           | MV Agusta       | versnellingsbak |        |
| DNF  | Chas Mortimer       | Maxton-Yamaha   |                 |        |
| DNF  | Rob Bron            | Yamaha          |                 |        |
| DNF  | Christian Bourgeois | Yamaha          |                 |        |
| DNF  | Alfred Bajohr       | König           |                 |        |
| DNF  | Teuvo Länsivuori    | Yamaha          |                 |        |
| DNF  | Edu Celso-Santos    | Yamaha          |                 |        |
| DNF  | Armando Toracca     | Paton           |                 |        |
| DNF  | Víctor Palomo       | Yamaha          |                 |        |
| DNF  | Alex Georga         | Yamaha          |                 |        |
| DNF  | John Dodds          | Yamaha          |                 |        |
| DNF  | Werner Giger        | Yamaha          |                 |        |
| DNF  | Marcel Ankoné       | Yamaha          |                 |        |
| DNF  | Michael Schmid      | Rotax           |                 |        |
| DNF  | Michel Rougerie     | Harley-Davidson |                 |        |
| DNF  | Paul Smart          | Suzuki          |                 |        |
| DNF  | Walter Villa        | Harley-Davidson |                 |        |
| DNF  | Hans Mühlebach      | Yamaha          |                 |        |
| DNF  | Neil Tuxworth       | Yamaha          |                 |        |

## 350 cc
In Oostenrijk, waar het erg nat was, startte Giacomo Agostini in het middenveld. De race werd aangevoerd door Phil Read en Teuvo Länsivuori, waar zich later Michel Rougerie bij voegde. Mogelijk zag Read toen al in dat hij van deze twee moeilijk kon winnen, want opnieuw zette hij de MV Agusta zonder aanwijsbare reden stil (later werd gemeld dat er water in een carburateur zou zijn gekomen). In de achtste ronde viel Teuvo Länsivuori en kwam Rougerie alleen aan de leiding. Die moest echter bougies wisselen waardoor Chas Mortimer op kop kwam, gevolgd door Agostini en Patrick Pons. Agostini won onverwacht toch nog de race, Mortimer werd tweede en Pons werd op het laatste moment verslagen door Dieter Braun, die derde werd.

### Uitslag 350 cc
| Pos. | Coureur              | Merk            | Tijd                 | Punten |
| ---- | -------------------- | --------------- | -------------------- | ------ |
| 1    | Giacomo Agostini     | Yamaha          | 52' 40" 68           | 15     |
| 2    | Chas Mortimer        | Maxton-Yamaha   | +16"                 | 12     |
| 3    | Dieter Braun         | Yamaha          | +20" 46              | 10     |
| 4    | Patrick Pons         | Yamaha          | +43" 86              | 8      |
| 5    | Michel Rougerie      | Harley-Davidson | +1' 14" 09           | 6      |
| 6    | Walter Villa         | Harley-Davidson | +1' 22" 76           | 5      |
| 7    | Billie Nelson        | Yamaha          | +1' 26" 02           | 4      |
| 8    | Pentti Korhonen      | Yamaha          | +1 ronde             | 3      |
| 9    | John Williams        | Yamaha          | +1 ronde             | 2      |
| 10   | Christian Bourgeois  | Yamaha          | +1 ronde             | 1      |
| 11   | Børge Nielsen        | Yamaha          | +1 ronde             |        |
| 12   | Karl Auer            | Yamaha          | +1 ronde             |        |
| 13   | Neil Tuxworth        | Yamaha          | +1 ronde             |        |
| 14   | Bosse Granath        | Yamaha          | +1 ronde             |        |
| 15   | Thierry Tchernine    | Yamaha          | +1 ronde             |        |
| 16   | Víctor Palomo        | Yamaha          | +1 ronde             |        |
| 17   | Janos Reisz          | Yamaha          | +1 ronde             |        |
| 18   | Max Wiener           | Yamaha          | +1 ronde             |        |
| 19   | Helmut Kassner       | Yamaha          | +1 ronde             |        |
| 20   | Olivier Chevallier   | Yamaha          | +1 ronde             |        |
| DNF  | Teuvo Länsivuori     | Yamaha          | val                  |        |
| DNF  | Bruno Kneubühler     | Yamaha          |                      |        |
| DNF  | Phil Read            | MV Agusta       | water in carburateur |        |
| DNF  | Kent Andersson       | Yamaha          |                      |        |
| DNF  | Mario Lega           | Yamaha          |                      |        |
| DNF  | John Dodds           | Yamaha          |                      |        |
| DNF  | János Drapál         | Yamaha          |                      |        |
| DNF  | Roberto Gallina      | Yamaha          |                      |        |
| DNF  | Eduardo Celso-Santos | Yamaha          |                      |        |
| DNF  | Marcel Ankoné        | Suzuki          |                      |        |
| DNF  | Werner Giger         | Yamaha          |                      |        |
| DNF  | Hans Mühlebach       | Yamaha          |                      |        |
| DNF  | Kurt-Ivan Carlsson   | Yamaha          |                      |        |

## 125 cc
In Oostenrijk regende het, maar verder verliep de Grand Prix daar vlekkeloos. In de 125 cc race liep de Derbi van Ángel Nieto beter dan in Frankrijk en samen met Kent Andersson zette hij het hele veld op een ronde. In de laatste ronde probeerde Nieto Andersson in te halen, maar daarbij viel hij. Hij had tijd genoeg om zijn machine weer op te rapen en alsnog tweede te worden, vóór Otello Buscherini.

### Uitslag
| Pos | Coureur            | Merk               | Tijd       | Punten |
| --- | ------------------ | ------------------ | ---------- | ------ |
| 1   | Kent Andersson     | Yamaha             | 43' 39" 13 | 15     |
| 2   | Ángel Nieto        | Derbi              | +24" 25    | 12     |
| 3   | Otello Buscherini  | Malanca            | +1 ronde   | 10     |
| 4   | Henk van Kessel    | Bridgestone-Yamaha | +1 ronde   | 8      |
| 5   | Leif Gustafsson    | Maico              | +1 ronde   | 6      |
| 6   | Pentti Salonen     | Yamaha             | +1 ronde   | 5      |
| 7   | Thierry Tchernine  | Yamaha             | +1 ronde   | 4      |
| 8   | Rudolf Weiss       | Maico              | +1 ronde   | 3      |
| 9   | Matti Salonen      | Yamaha             | +1 ronde   | 2      |
| 10  | Peter Frohnmeyer   | Maico              | +2 ronden  | 1      |
| 11  | Matti Kinnunen     | Maico              | +2 ronden  |        |
| 12  | Werner Schmied     | Rotax              | +3 ronden  |        |
| 13  | Michael Fahrmeir   | Yamaha             |            |        |
| 14  | Géza Repitz        | MZ                 |            |        |
| 15  | Istvan Holmar      | MZ                 |            |        |
| 16  | Pal Kohut          | MZ                 |            |        |
| 17  | Janos Reisz        | MZ                 |            |        |
| DNF | Harald Bartol      | Suzuki             |            |        |
| DNF | Gert Bender        | Bender             |            |        |
| DNF | Johann Zemsauer    | Rotax              |            |        |
| DNF | Pier Paolo Bianchi | Minarelli          |            |        |
| DNF | Hans-Jürgen Hummel | Yamaha             |            |        |
| DNF | Rolf Minhoff       | Maico              |            |        |
| DNF | Horst Seel         | Maico              |            |        |
| DNF | Aldo Pero          | Caremi             |            |        |
| DNF | Herbert Rittberger | Zelfbouw           |            |        |
| DNF | Walter Winkler     | Yamaha             |            |        |
| DNF | Gyula Porkoláb     | MZ                 |            |        |
| DNS | Bruno Kneubühler   | Yamaha             |            |        |

## Zijspanklasse
Klaus Enders leidde de Oostenrijkse Grand Prix met een flinke voorsprong, maar op driekwart van de race viel hij uit. Achter hem was al een tijdje een strijd om de tweede plaats aan de gang, die nu om de overwinning ging. Uiteindelijk won Siegfried Schauzu, werd Werner Schwärzel tweede en de enige overgebleven fabrieksrijder voor BMW, Heinz Luthringshauser met Hermann Hahn derde.

### Uitslag zijspanklasse
| Pos | Coureur               | Bakkenist           | Merk              | Tijd       | Punten |
| --- | --------------------- | ------------------- | ----------------- | ---------- | ------ |
| 1   | Siegfried Schauzu     | Wolfgang Kalauch    | Busch-BMW         | 50' 07" 03 | 15     |
| 2   | Werner Schwärzel      | Karl-Heinz Kleis    | König             | +6" 65     | 12     |
| 3   | Heinz Luthringshauser | Hermann Hahn        | Busch-BMW         | +14" 95    | 10     |
| 4   | Jeff Gawley           | Kenny Birch         | RMB-König         | +16" 95    | 8      |
| 5   | Hanspeter Hubacher    | Kurt Huber          | Yamaha            | +1' 12" 11 | 6      |
| 6   | Rudi Kurth            | Dane Rowe           | CAT-Crescent      | +1' 12" 75 | 5      |
| 7   | Otto Haller           | Erich Haselbeck     | BMW               | +1' 14" 07 | 4      |
| 8   | Rolf Biland           | Freddy Freiburghaus | CAT-Crescent      | +1' 30" 15 | 3      |
| 9   | Herbert Prügl         | Johann Kußberger    | Rotax             | +1' 51" 05 | 2      |
| 10  | Siegfried Maier       | Gerhard Lehmann     | BMW               | +1 ronde   | 1      |
| 11  | Richard Wegener       | Derek Jacobson      | BMW               | +1 ronde   |        |
| 12  | Mick Boddice          | David Loach         | Windle-König      | +13 ronden |        |
| DNF | Klaus Enders          | Ralf Engelhardt     | Busch Spezial BMW |            |        |

1927 · 1928 · 1929 · 1930 · 1947 · 1948 · 1950 · 1951 · 1952 · 1953 · 1954 · 1955 · 1956 · 1957 · 1958 · 1959 · 1960 · 1961 · 1962 · 1963 · 1964 · 1965 · 1966 · 1967 · 1968 · 1969 · 1970 · 1971 · 1972 · 1973 · 1974 · 1975 · 1976 · 1977 · 1978 · 1979 · 1981 · 1982 · 1983 · 1984 · 1985 · 1986 · 1987 · 1988 · 1989 · 1990 · 1991 · 1993 · 1994 · 1996 · 1997 · 2016 · 2017 · 2018 · 2019 · 2020 · 2021 · 2022 · 2023 · 2024 · 2025